# Acheikh ibn Oumar
 (novembre 2018).
Si vous disposez d'ouvrages ou d'articles de référence ou si vous connaissez des sites web de qualité traitant du thème abordé ici, merci de compléter l'article en donnant les références utiles à sa vérifiabilité et en les liant à la section « Notes et références ».
Acheikh ibn Oumar, né le 13 juillet 1951 à Oum Hadjer, est un homme politique et ancien chef de groupe politico-militaire tchadien, d'origine arabe de la région du Batha.

## Jeunesse
Acheikh Ibn Oumar baigne très tôt dans la politique car il est élevé par son oncle, élu député au sein de la première république tchadienne. Excellent en mathématiques, il devient à 17 ans l'un des plus jeunes bacheliers du Tchad avant de s'inscrire en classe préparatoire de maths dans un lycée de la région parisienne où il demeure plusieurs années. 

## Guerre civile tchadienne (1965-1979)
Acheikh ibn Oumar, dès les années 1970, le dirigeant du mouvement étudiant africain en France puis intègre le Front de libération nationale du Tchad (FROLINAT), un groupe armé fondé en 1966 pour lutter contre le régime sudiste, sous le docteur Abba Siddick, puis sous Goukouni Weddeye.
En 1979, à la fin de la première guerre civile et après l'éclatement du FROLINAT en plusieurs factions, il rompt avec la tendance centrale restée fidèle à Goukouni, les Forces armées populaires (FAP), et rejoint la faction d'Acyl Ahmat Akhbach, nommé Conseil démocratique révolutionnaire (CDR). Après la mort de ce dernier à la fin de l'année 1982, il prend la direction du CDR.
Il fait partie du GUNT (dirigé par Goukouni Oueddei) qui va combattre Hissène Habré dans les années 1980 et dont le CDR est à l'époque la principale force. Le mouvement était considéré depuis comme le groupe le plus pro-libyen.
En 1984, des tensions apparaissent avec Goukouni Oueddei et les Libyens, et Acheikh se retrouve prisonnier dans des grottes du Tibesti pendant plus d'un an. Après une réconciliation, il est désigné au sein du GUNT ministre d'Etat à la coordination, Acheikh ratifie les accords de Cotonou (30 août 1985) portant création du Conseil suprême de la révolution (CSR) présidé par Goukouni Oueddei.
L'opposition réunifiée lance une offensive militaire qui s'est soldée par un échec en février 1986. Des affrontements ont lieu en août et octobre 1986 au sein du GUNT entre le CDR d'Acheikh et les FAP de Oueddei d'où le CDR sort vainqueur. Le GUNT amoindri, est désormais présidé par Acheikh ibn Oumar, sous la dénomination de néo-GUNT, après l'éviction en novembre 1986 de Goukouni Oueddei (otage en Libye du 30 octobre 1986 à février 1987).
Acheikh ibn Oumar marque à nouveau ses distances avec Tripoli et s'installe à Ouagadougou en avril 1987, et la Libye impose à nouveau Goukouni Oueddei, revenu en grâce, à la tête du GUNT en avril 1988.
Acheikh commence des négociations avec Habré, la majorité de ses hommes (2 000 hommes) résistent à la tentative de désarmement par les autorités du Soudan en août 1988. Après les accords de Bagdad scellant la paix entre Acheikh et Habré courant novembre, il rejoint N'Djaména le 20 novembre 1988. 880 de ses hommes sont intégrés dans les Forces armées nationales tchadiennes (FANT) en janvier 1989 et il est nommé le 3 mars 1989 ministre des Relations extérieures, jusqu'à la chute de Habré, renversé par Idriss Déby en décembre 1990.

## L'après 1990
Ministre des affaires étrangères d'Hissène Habré en 1989-1990, il devient conseiller spécial du président Idriss Déby (1990-1991), après que celui-ci a renversé Habré.
Il est ensuite ambassadeur du Tchad aux États-Unis, et haut-représentant auprès des Nations unies (1992-1993). Il rompt ensuite avec Déby et quitte le pays,  fin 1994.
Acheikh ibn Oumar tisse des liens avec le MDD (Mouvement pour la démocratie et le développement de Moussa Medella), puis le MDJT (Mouvement pour la démocratie et la justice au Tchad) et le CNR (Conseil national de la résistance de Hissène Koty et Bichara Idriss Haggar). En novembre 1995, le CDR s'associe au sein de l'ANR (Alliance Nationale de la Résistance) avec le FNT (Front National Tchadien) du Dr Harris Bachar, le FNTR de Ahmat Yacoub, l'ANT/D (Armée Nationale Tchadienne en Dissidence) du général Mahamat Garfa et les FARF (Forces Armées pour la République Fédérale de Laokein Bardé) 
En 1999, le CDR s'associe avec le MDJT et le MDD au sein du CPAL et sont ensuite rejoint par le FNT et le MUR. Les mouvements du CPAL s'associent au FDP et au FPRN au sein de l'UFC en avril 2004.

## Guerre civile tchadienne (2005-2010)
Acheikh ibn Oumar est à la tête d'un groupe armé, l'Union des forces de changement (UFC), qui intègre l'UFDD commandé par le général Mahamat Nouri et dont Acheikh devient le numéro deux.
Au printemps 2007, dénonçant sa marginalisation progressive, Acheikh et le CDR quitte l'UFDD pour former avec d'autres factions armées l'UFDD-Fondamentale (UFDD-F).
De mai 2009 à août 2010, Acheikh ibn Oumar est représentant de l'Union des forces de la résistance (UFR) pour l'Europe et « conseiller spécial » du président de l'UFR, Timane Erdimi. L'UFR regroupe alors l'ensemble des groupes armés basés au Soudan.

## Depuis 2010
Après le démantèlement des forces de l'UFR basées au Soudan à la suite de la réconciliation entre les présidents Omar Elbéchir et Idriss Déby, Acheikh ibn Oumar se replie en France, où il est officiellement reconnu comme réfugié politique, et contribue à la formation en mars 2011 d'un nouveau regroupement de l'opposition extérieure, sous l'égide du CNCD (Conseil National pour la Démocratie et le Changement). Il occupe au sein du CNCD, la fonction de coordinateur-adjoint, de mars 2011 à mai 2014. Le 9 janvier à Paris, Acheikh ibn Oumar participe à la création d'une coalition d'opposants africains dénommée IPDD (Initiative Panafricaine pour la Défense de la Démocratie), au sein de laquelle, il est membre du Comité de suivi.
Acheikh ibn Oumar dispose d'un blog personnel intitulé « yedina.net »
Le 5 novembre 2018, il rentre au Tchad à la suite de l'annonce d’une amnistie générale à l’occasion du passage à la IVe République après 25 ans d'exil. Il confie à son retour au pays: "L'exil politique est une anomalie, une exception. La place normale de tout homme politique ou de tout citoyen soucieux de l’avenir du pays c’est être au sein de sa société. L'exil n'est ni un métier, ni une vocation."
Le 21 janvier 2019, il est nommé conseiller technique aux affaires étrangères à la présidence de la république par un décret.
En mai 2021, Acheikh ibn Oumar est nommé ministre d'État à la réconciliation et au dialogue dans le gouvernement de transition formé par le Conseil militaire de transition (CMT) qui a pris le pouvoir à la suite de la mort du président Déby.
En octobre 2022, après la fin du dialogue national inclusif et souverain, un nouveau gouvernement est nommé. Acheikh ibn Oumar quitte le gouvernement et est remplacé par Abderaman Koulamallah au poste de ministre de la Réconciliation nationale dans le gouvernement du premier ministre Saleh Kebzabo.